# Karcinogen
Karcinogen ali kancerogen je vsaki dejavnik, ki povroča rakasto obolenje oziroma je rakotvoren. Ne glede na izvor je skupna lastnost vseh karcinogenov, da spremenijo DNK tako, da izzovejo mutacijo (mutagenetski dejavniki) ali pa spremenijo izražanje genov brez poseganja v strukturo DNK (epigenetski dejavniki). Obe vrsti dejavnikov v grobem ločimo še na fizikalne, kemične in biološke karcinogene.

## Mutageni dejavniki

### Fizikalni karcinogeni
Fizikalni dejaviki delujejo na strukturo DNK preko različnih visokoenergetskih delcev. Pri tem lahko neposredno delujejo na DNK in tako izzovejo mutacijo ali pa slednjo povzročijo posredno preko prostih radikalov, ki so nastali po obsevanju. Najbolj znana in raziskana fizikalna dejavnika sta ultravijolična svetloba (UV) in rentgenski žarki.

### Kemični karcinogeni
Kemični dejavniki lahko izzovejo mutacije na dva načina, in sicer lahko z vezavo na nukleotide destabilizirajo vezi med komplementarnimi nukleotidi ali pa se vežejo oz. vrinejo med nukleotide in tako povzročijo napake pri podvojevanju DNK. Med pomembnejše kemične karcinogene se prišteva aflatoksine, heterociklične aromatske amine, benzopirene, N-nitrozamine, katrane in akrilamid.

### Biološki karcinogeni
Biološki dejavniki, med katere štejemo predvsem razne viruse, lahko neposredno povzročijo mutacije ob svojem razmnoževanju ali pa s svojimi promotorji posredno vplivajo na izražanje določenih genov. Med pomembnejše tovrstne viruse štejemo:
| Virus                                                            | Povzročena vrste raka |
| ---------------------------------------------------------------- | --------------------- |
| virus hepatitisa B \| hepatocelularni karcinom                   |                       |
| virus Epstein-Barr \| Burkittov limfom, nazofaringealni karcinom |                       |
| HTLV-1 \| T-celična levkemija                                    |                       |
| HIV \| Kaposijev sarkom                                          |                       |

Poleg virusov lahko povzročijo oz. povečajo tveganje za nastanek določene vrste raka tudi nekatere bakterije, kot je Helicobacter pylori, ki poveča tveganje za nastane raka želodca.

## Epigenetski dejavniki
Epigenetski dejavniki so pogosti pri celicah, ki so stalno pod stresom, in ne povzročijo spremembne v sami DNK, pač pa vplivajo na izražanje določenih genov. Vse vrste epigenetski dejavnikov, tj. fizikalni, kemični in biološki, delujejo predvsem na dva načina, in sicer preko metilacije ter preko post-translacijskih sprememb histonov. Hipermetilacija tumor zavirajočih genov povzroči njihovo utišanje, s tem pa je moteno popravljanje DNK: tako pri metilaciji citozinov nastanejo 5-metilcitozini z veliko večjim mutagenim potencialom. Nasprotno pa hipometilacija aktivira proto-onkogene in gene, odgovorne za tumorsko metastaziranje. Najpogostejša post-translacijska sprememba histonov je njihova acetilacija, ki je na splošno povezana s povečano aktivnostjo genov (proto-onkogenov ipd.).